# Chang'e 3
Chang'e 3 (Xinès simplificat: 嫦娥三号, Xinès tradicional: 嫦娥三號, pinyin: cháng'é sān hào) va ser una missió d'exploració lunar operat per l'Administració Espacial Nacional de la Xina, incorporant un mòdul de descens i un astromòbil robòtic, Yutu. Chang'e 3 va ser llançat amb èxit l'1 de desembre de 2013 com a part de la segona fase del Programa d'Exploració Lunar Xinès. És el primer astromòbil lunar de la Xina, i la primera nau espacial en 37 anys en fer un aterratge suau a la Lluna, des de la missió soviètica Luna 24 el 1976. Porta el nom de Chang'e, la deessa de la Lluna en la mitologia xinesa, i és la continuació dels orbitadors lunars Chang'e 1 i Chang'e 2. La sonda lunar també és anomenada Yutu, o 'Conill de Jade', un nom seleccionat en una enquesta en línia que ve d'un mite xinès sobre un conill blanc que viu a la Lluna.
Va arribar en òrbita lunar el 6 de desembre de 2013 i va aterrar el 14 de desembre de 2013.

## Context

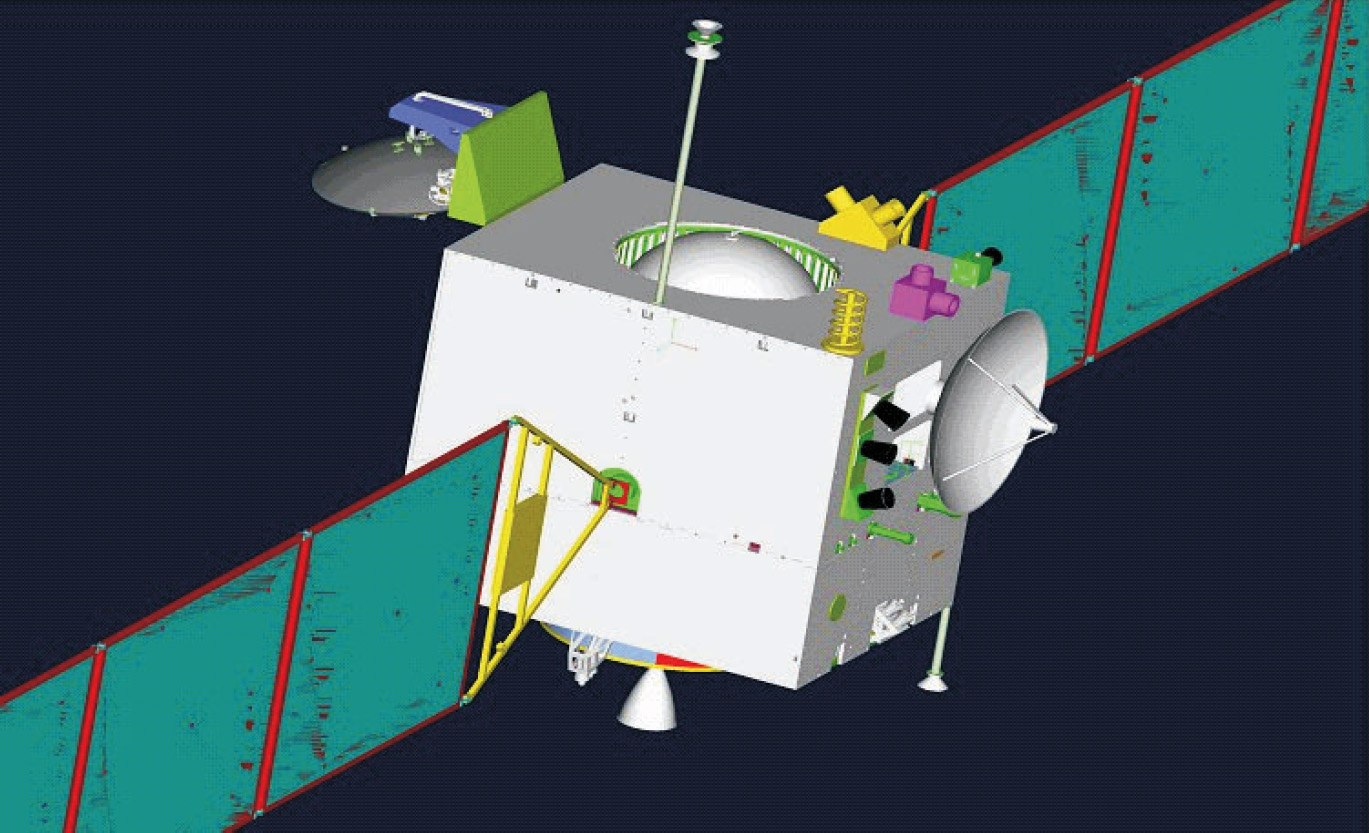
La sonda lunar Chang'e 1, llançada en 2007.

El primer orbitador lunar xinès, Chang'e 1, va ser llançat des del Xichang Satellite Launch Center el 24 d'octubre de 2007 i va entrar en òrbita lunar el 5 de novembre.
La nau va operar fins a l'1 de març de 2009, quan va ser impactat intencionalment en la superfície de la Lluna. Les dades recollides pel Chang'e 1 van ser utilitzades per realitzar un mapa d'alta resolució en 3D precís de tota la superfície de la Lluna, ajudant a la selecció de l'aterratge del mòdul de descens del Chang'e 3.
El successor del Chang'e 1, Chang'e 2, va ser llançat l'1 d'octubre de 2010 per conduir investigacions en una òrbita lunar alta de 100 km, en preparació per l'aterratge suau del Chang'e 3 en 2013. El Chang'e 2, similar en disseny al Chang'e 1, va ser equipat amb instruments millorats i va proporcionar imatges en alta resolució de la superfície lunar per ajudar en la planificació de la missió Chang'e 3. En 2012, Chang'e 2 va ser enviat en una missió extra a l'asteroide 4179 Toutatis.
Igual que els seus orbitadors predecessors, la missió Chang'e 3 està planificada com a precursor a altres missions robòtiques d'exploració lunar, incloent el Chang'e 5, una missió de retorn de mostres planificada pel 2017. Arran d'aquestes missions automatitzades, un aterratge tripulat es pot dur a terme al voltant de 2025.

## Missió

### Mòdul de descens
En març de 2012 es va donar a conèixer que la Xina havia començat la fabricació del cos i la càrrega del mòdul de descens del Chang'e 3, que durà a terme estudis de la superfície lunar i de l'espai de manera independent de l'astromòbil. El mòdul estacionari serà equipat amb un generador termoelèctric de radioisòtops (RTG) per proporcionar energia en les seves operacions durant la missió programada de tres mesos. El mòdul té una massa de 1200 kg. i té una càrrega útil científica de set instruments i càmeres. A més dels seus papers científics lunars, les càmeres també adquiriran imatges de la Terra i altres cossos celestes.
El mòdul de descens està equipat amb un telescopi astronòmic i una càmera ultraviolada extrema. Serà el primer observatori astronòmic basant-se en la Lluna de la història, i durà a terme observacions contínues d'importants cossos celestes per estudiar les seves variacions. La càmera d'ultraviolat extrem durà a terme un estudi de la capa iònica propera a la terra, per investigar com l'activitat solar afecta a aquesta capa.

### Astromòbil
La missió Chang'e 3 incorpora un astromòbil lunar, dissenyat per separar-se del mòdul de descens i explorar la superfície lunar de manera independent. El desenvolupament de l'astromòbil de sis rodes va començar en 2002 en el Xangai Aerospace System Egineering Institute, on un laboratori especialitzat s'ha preparat per replicar la superfície lunar. L'astromòbil mesura 1,5 m d'alt i pesa aproximadament 120 kg. Amb una capacitat de càrrega útil de 20 kg, l'astromòbil pot transmetre vídeo en temps real, i pot cavar i realitzar anàlisis simples de les mostres de sòl. Pot navegar per les pendents i té sensors automàtics per evitar que col·lideixi amb altres objectes.
L'obtenció d'energia serà a càrrec dels panells solars, permetent a l'astromòbil operar a través dels dies lunars. Aquest astromòbil de sis rodes està dissenyat per explorar una àrea de 3 quilòmetres quadrats durant la missió de 3 mesos, amb una distància màxima de viatge de 10 km. L'astromòbil porta una unitat de radar a la part inferior, permetent el primer mesurament directe de l'estructura i la profunditat del sòl lunar fins a una profunditat de 30 m, i la investigació de l'estructura de l'escorça lunar fins a la profunditat de diversos centenars de metres. També porta un espectròmetre de partícules alfa de raigs X i un espectròmetre infraroig.

### Lloc d'aterratge

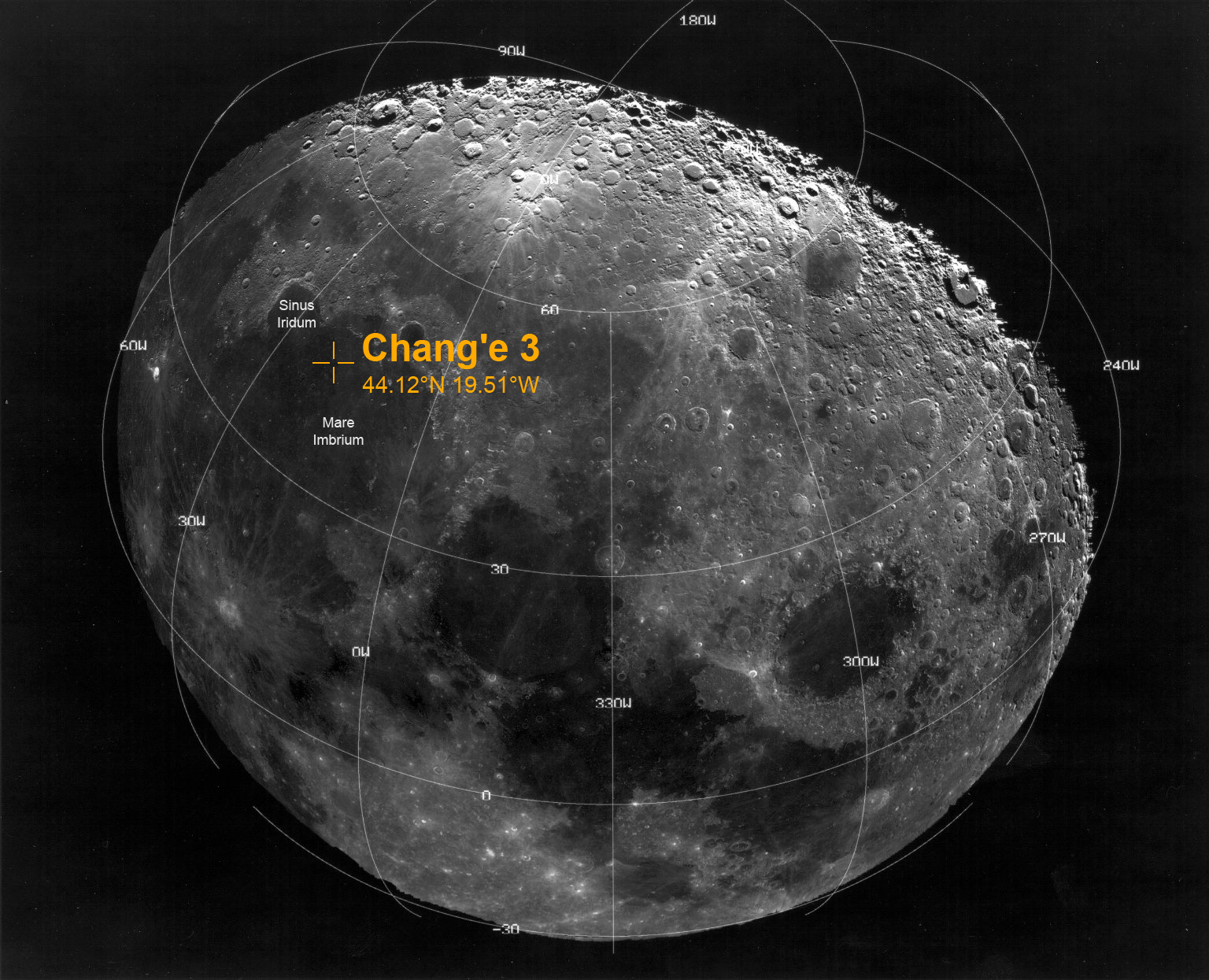
Mare Imbrium

Les dades topogràfiques de Chang'e 1 i 2 es van usar per seleccionar el lloc d'allunatge de Chang'e 3. El mòdul de descens està previst que toqui el terra de Sinus Iridium, a una latitud de 44° nord. El Sinus Iridium és una plana de lava basàltica que forma una extensió al nord-oest del Mare Imbrium.
Chang'e 3 és actualment previst com la primera sonda a realitzar un allunatge suau des del Luna 24 de la Unió Soviètica en 1976, acabant amb una pausa de 37 anys en l'exploració de la superfície lunar.

### Contaminació lunar
El descens de la nau Chang'e 3 està previst que contamini l'atmosfera lunar tant amb les ignicions del propulsor com la pols lunar en l'aterratge del vehicle. És possible que això podria interrompre la missió Lunar Atmosphere and Dust Environment Explorer en causa de la interrupció de les lectures de l'exosfera de la Lluna o operacions científiques posteriors, encara que un efecte secundari pot ser que el LADEE podria estudiar com el combustible del Chang'e es distribueix al voltant de la Lluna.

## Col·laboració internacional
L'Agència Espacial Europea ajudarà en el seguiment de la nau espacial xinesa durant el viatge de cinc dies cap a la Lluna com també l'allunatge, gràcies a la seva xarxa d'estacions de seguiment ESTRACK. Immediatament després del llançament, l'ESA rebrà senyals de la nau sota la supervisió d'enginyers xinesos. L'estació de Cebreros (Espanya) i Nova Norcia (Austràlia) monitoraran l'allunatge arribant al Centre de Control de l'ESTRACK en el European Space Operations Centre de l'ESA a Darmstadt, Alemanya.